# Oxycera dives
Oxycera dives är en tvåvingeart som beskrevs av Friedrich Hermann Loew 1845. Oxycera dives ingår i släktet Oxycera och familjen vapenflugor. Enligt den finländska rödlistan är arten starkt hotad i Finland. Arten har ej påträffats i Sverige. Artens livsmiljö är källmiljöer. Inga underarter finns listade i Catalogue of Life.